# Coppa Italia 2009-2010 (pallamano maschile)
La Coppa Italia di pallamano 2009-2010 è stata la 25ª edizione del torneo annuale organizzato dalla Federazione Italiana Gioco Handball.

Alla competizione partecipano le otto squadre della Serie A Élite.

Il torneo è stato vinto dal Conversano che in finale ha battuto l'Albatro Siracusa con il punteggio di 30-26.

## Formula
Alla manifestazione hanno partecipato le 8 formazioni di Serie A Élite.
Il torneo si è svolto con la seguente formula:
- Quarti di finale: Si svolsero sempre con la formula dell'eliminazione diretta al meglio delle due partite vinte su tre.
- Final four: le squadre vincenti dei quarti di finale parteciparono alle Final Four un'unica sede per l'assegnazione della Coppa Italia 2009/2010.

## Squadre partecipanti
| - Bologna United - Conversano | - Casarano - Secchia | - Junior Fasano - Ancona | - Albatro Siracusa - Teramo |

## Quarti di finale
| Arbitri: | Vairo Balzano |

|              |           |             |
| Di Maggio 10 | Marcatori | Lazarević 8 |

| Arbitri: | Alperan Scevola |

|                     |           |            |
| Lazarević, Polito 5 | Marcatori | Tarafino 8 |

| Arbitri: | Boscia Pietraforte |

|              |           |         |
| Stevanović 7 | Marcatori | Kažić 9 |

| Arbitri: | Giu. Iaconello Gio. Iaconello |

|         |           |                      |
| Kažić 8 | Marcatori | Kokuca, Stevanović 7 |

| Arbitri: | Bassi Scisci |

|              |           |                   |
| Stevanović 8 | Marcatori | Kažić, Montalto 9 |

| Arbitri: | Cosenza Schiavone |

|            |           |                    |
| Da Silva 7 | Marcatori | Costanzo, Rubino 5 |

| Arbitri: | Mondin Cropanise |

|            |           |            |
| Costanzo 9 | Marcatori | Da Silva 7 |

| Arbitri: | Bassi Scisci |

|         |           |            |
| Arias 6 | Marcatori | Raupenas 5 |

| Arbitri: | Montagner Spina |

|                       |           |              |
| Cotellessa, Eresken 7 | Marcatori | Viscovich 12 |

## Final four
La FIGH ha assegnato all'Handball Club Conversano l'organizzazione delle final four che si sono disputate dal 13 al 14 marzo 2010 presso il palasport di Conversano.

### Semifinali
| Arbitri: | Bassi Scisci |

|             |           |                |
| Beharević 7 | Marcatori | G. Viscovich 8 |

| Arbitri: | Cosenza Schiavone |

|            |           |              |
| Tarafino 7 | Marcatori | Ognjenović 5 |

### Finale
| Arbitri: | Boscia Pietraforte |

|                                                                             |           |                                                                                               |
| G. Viscovich 8 Zuniga 7 Bronzo 4 Fusina 4 M. Calvo 1 Heinz 1 M. Viscovich 1 | Marcatori | Corzo 9 Radovčić 4 Řezníček 4 Gaeta 3 Marrochi 3 Vainstein 3 Tarafino 2 Di Maggio 1 Minunni 1 |